# Antoni Sielicki
Antoni Sielicki (ur. 8 czerwca?/20 czerwca 1894 w Brześciu Litewskim, zm. 21 marca 1921 w Toruniu) – porucznik pilot Wojska Polskiego, kawaler Orderu Virtuti Militari.

## Życiorys
Syn Erazma i Marty. W październiku 1914 roku powołany został do armii carskiej i w jej szeregach walczył w I wojnie światowej. W trakcie służby odbył kurs pilotażu. 20 grudnia 1917 roku wstąpił do I Korpusu Polskiego w Rosji. Po rozbrojeniu Korpusu przez Niemców przedostał się do Murmańska a następnie do Francji, gdzie wstąpił do armii generała Hallera i służył w 2. i 1 pułku strzelców polskich. Następnie został skierowany na szkolenie lotnicze w szkołach w Istres i Avord, które ukończył 16 lipca 1919 roku.
Po przetransportowaniu Błękitnej Armii do Polski został przydzielony do 4 eskadry wywiadowczej i wziął udział w walkach podczas wojny polsko-bolszewickiej. Brał udział w zajęciu Wilna, walczył na froncie litewsko-białoruskim i wschodnim. Większość lotów wykonał na samolocie Breguet XIVB2 o numerze „9” w załodze z ppor. obs. Eugeniuszem Tromszczyńskim. 19 lutego 1920 roku na polecenie gen. Stanisława Szeptyckiego przeprowadził rozpoznanie na trasie Wilno – Wiłkomierz – Janów – Koszedary – Wilno. 8 marca 1920 roku wykonał lot na rozpoznanie fortów Kowna. Z powody złej pogody oraz silnego ognia przeciwlotniczego wojsk litewskich, który poważnie uszkodził ich samolot, zadania nie wykonał. 18 kwietnia 1920 roku prowadził rozpoznanie w okolicy Połocka i Witebska oraz rozrzucił nad Witebskiem ulotki. Po południu wystartował do kolejnego lotu i zrzucił ulotki nad Bieszenkowiczami.
24 kwietnia 1920 roku wykrył i zaatakował nieprzyjacielski balon obserwacyjny w rejonie Połoty. Atak okazał się nieskuteczny, a polska załoga zaatakowała rozpoznane w tym rejonie oddziały lądowe Armii Czerwonej. Kolejny atak na balon następnego dnia doprowadził do jego uszkodzenia. 26 maja 1920 roku otrzymał od marszałka Józefa Piłsudskiego rozkaz rozpoznania mostów na  Dźwinie, Dryssie i Desnie. Lot był ryzykowny z uwagi na dużą odległość (400–500 km nad terenem zajętym przez nieprzyjaciela) oraz stan techniczny samolotu, którego silnik był bardzo wyeksploatowany. Pomimo tego wykonał powierzone zadanie i dostarczył polskim sztabowcom dokładne zdjęcia wskazanych obiektów.
W lipcu 1920 roku objął dowództwo nad wydzieloną częścią 4 eskadry wywiadowczej, którą przebazowano do Bydgoszczy. Na bazie tej grupy pilotów stworzono 11 eskadrę wywiadowczą. We wrześniu 1920 roku Antoni Sielicki został mianowany jej dowódcą i zajmował to stanowisko do rozwiązania eskadry w styczniu 1921 roku.
Po zakończeniu działań wojennych służył w 4 pułku lotniczym w Toruniu. 21 lutego 1921 roku został skierowany na kurs informacyjny w Oficerskiej Szkole Obserwatorów Lotniczych w Toruniu.
21 marca 1921 roku ppor. obs. Henryk Borowy uznał, że Sielicki obraził [jego] godność osobistą jako męża i go zastrzelił. Antoni Sielicki został pochowany na cmentarzu garnizonowym w Toruniu.
Zabójca por. Sielickiego nie poniósł poważniejszych konsekwencji. 18 października 1921 roku wystąpił o przeniesienie do 15 Wielkopolskiego Pułku Artylerii Lekkiej w Bydgoszczy. Z czasem powrócił do służby w lotnictwie. W październiku 1930 roku objął dowództwo nad 41. eskadrą liniową. 25 grudnia 1933 roku objął stanowisko dowódcy 62. eskadry liniowej. Następnie był dowódcą dywizjonu szkolnego w 6 pułku lotniczym, po kampanii wrześniowej służył w Polskich Siłach Powietrznych w Wielkiej Brytanii. Awansował do stopnia podpułkownika dyplomowanego.

## Ordery i odznaczenia
Za swą służbę otrzymał odznaczenia:
- Krzyż Srebrny Orderu Wojskowego Virtuti Militari nr 8143 – pośmiertnie, 27 lipca 1922[14],
- Krzyż Walecznych,
- Polowa Odznaka Pilota – pośmiertnie, 11 listopada 1928 roku „za loty bojowe nad nieprzyjacielem w czasie wojny 1918–1920”[15]